# 呼子テレビ中継局
呼子テレビ中継局（よぶこテレビちゅうけいきょく）は佐賀県唐津市にあるテレビ放送の中継局である。

## 中継局概要

### デジタルテレビ放送
| リモコン 番号 | 放送局名       | チャンネル 番号 | 空中線 電力 | ERP | 偏波面   | 放送対象地域 | 放送区域内 世帯数 | 運用開始日    |
| ------------- | -------------- | --------------- | ----------- | --- | -------- | ------------ | ----------------- | ------------- |
| 1             | NHK 佐賀総合   | 33              | 10W         | 17W | 水平偏波 | 佐賀県       | 約3,455世帯       | 2008年 8月1日 |
| 2             | NHK 佐賀教育   | 25              | 10W         | 17W | 水平偏波 | 全国         | 約3,455世帯       | 2008年 8月1日 |
| 3             | sts サガテレビ | 44              | 10W         | 17W | 水平偏波 | 佐賀県       | 約3,455世帯       | 2008年 8月1日 |

- 所在地： 唐津市呼子町（天童岳）[3][1][4][5][2]
- 放送区域： 唐津市の一部[1][4][5]
- 2008年7月3日に予備免許が交付され[6]、7月14日から試験放送を実施[6]。8月1日に本放送を開始した[3]。

### アナログテレビ放送
| チャンネル 番号 | 放送局名       | 空中線 電力       | ERP                 | 偏波面   | 放送対象地域 | 放送区域内 世帯数 | 運用開始日     |
| --------------- | -------------- | ----------------- | ------------------- | -------- | ------------ | ----------------- | -------------- |
| 55              | sts サガテレビ | 映像10W/ 音声2.5W | 映像17.5W/ 音声4.4W | 水平偏波 | 佐賀県       | 約2,200世帯       | 1982年 5月28日 |
| 57              | NHK 佐賀教育   | 映像10W/ 音声2.5W | 映像17.5W/ 音声4.4W | 水平偏波 | 全国         | 約2,200世帯       | 1967年 5月1日  |
| 60              | NHK 佐賀総合   | 映像10W/ 音声2.5W | 映像17.5W/ 音声4.4W | 水平偏波 | 佐賀県       | 約2,200世帯       | 1967年 5月1日  |

- 所在地： デジタルテレビ放送に同じ
- 2011年7月24日をもってすべて廃止された。